# Saint-Arnoult (Calvados)
Saint-Arnoult é uma comuna francesa na região administrativa da Normandia, no departamento de Calvados. Estende-se por uma área de 5,12 km². Em 2010 a comuna tinha 1 161 habitantes (densidade: 226,8 hab./km²).